# Ferrari 342 America
De Ferrari 342 America is een sportwagen van het Italiaanse automerk Ferrari.
De eerste Ferrari 342 America werd onthuld in 1951 tijdens de Turin Auto Show.

## Specificaties

### Motor
- Motor: V12
- Vermogen: 200 pk bij 5.000 tpm

### Afmetingen
- Wielbasis: 2650 mm
- Leeg gewicht: 1200 kg
- Tankinhoud: 105 liter

### Prestaties
- Topsnelheid : 186 km/u